# Aphotaenius cambeforti
Aphotaenius cambeforti är en skalbaggsart som beskrevs av Fortuné Chalumeau 1983. Aphotaenius cambeforti ingår i släktet Aphotaenius och familjen Aphodiidae. Inga underarter finns listade i Catalogue of Life.